# Rebreuve-sur-Canche
Rebreuve-sur-Canche ist eine französische Gemeinde mit 188 Einwohnern (Stand 1. Januar 2022) im Arrondissement Arras des Départements Pas-de-Calais. Sie liegt im Kanton Avesnes-le-Comte und ist Mitglied des Kommunalverbandes Campagnes de l’Artois. Dessen Einwohner werden Rebreuvois genannt.
|                         | Séricourt, Sibiville | Canettemont  |
| Bouret-sur-Canche       | Kompass              | Rebreuviette |
| Bouquemaison, Bonnières | Le Souich            | Ivergny      |

## Sehenswürdigkeiten

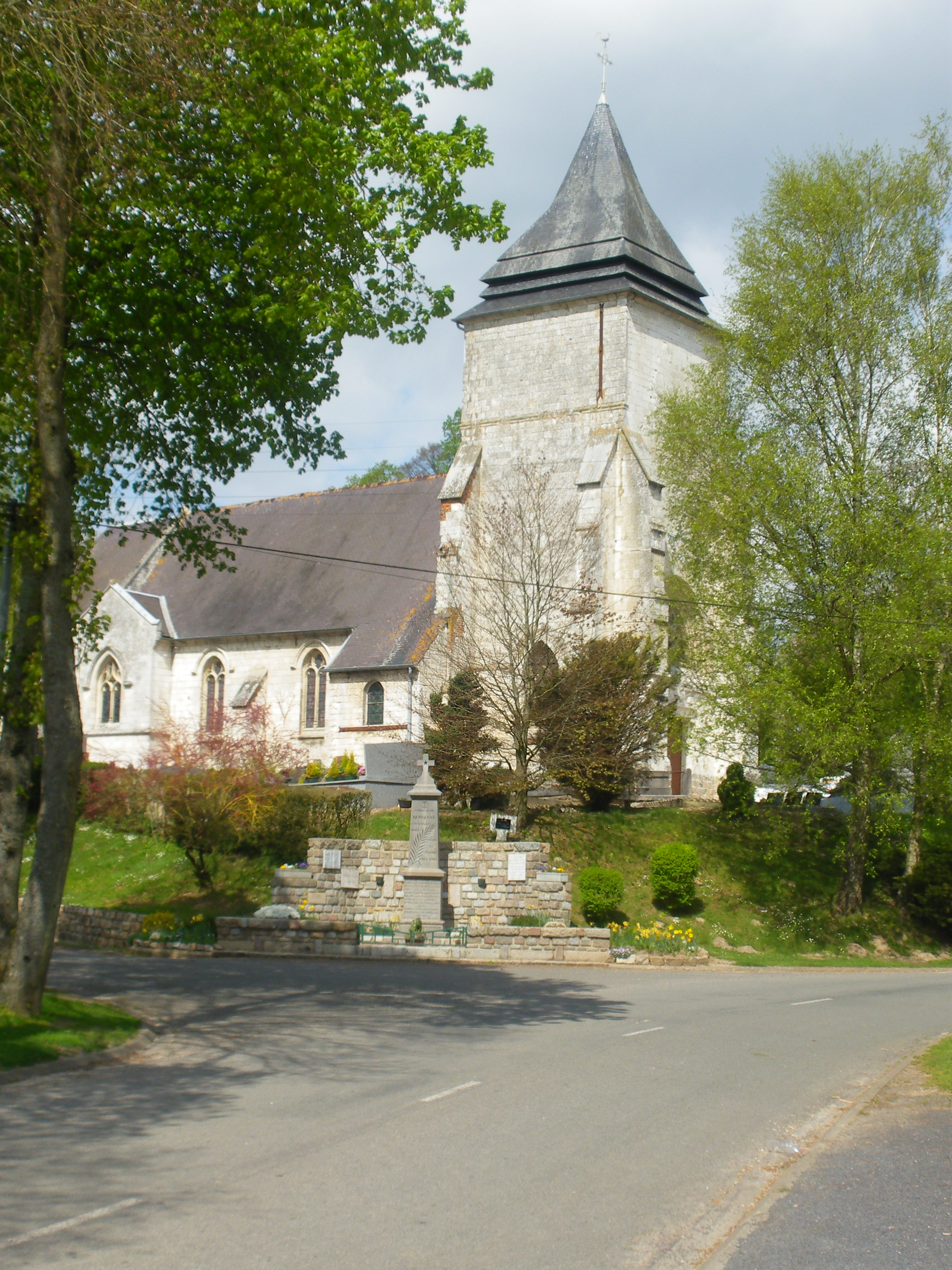
Kirche Saint-Vaast und Kriegerdenkmal